# Passerschluchtenweg

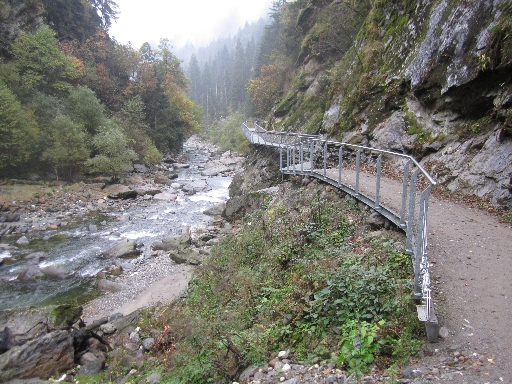
Passerschluchtenweg

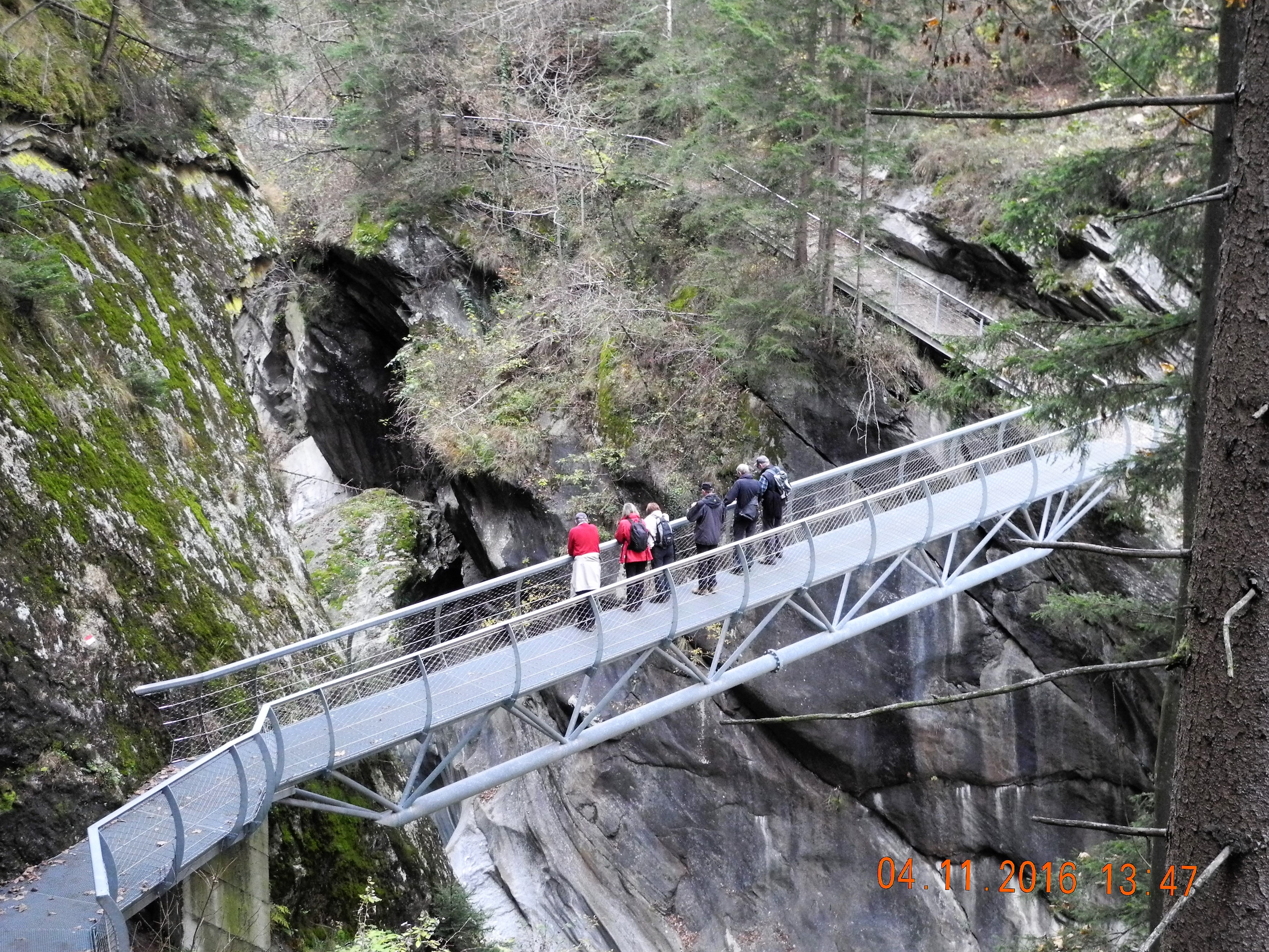
Passerschlucht Wanderpfad, 2016

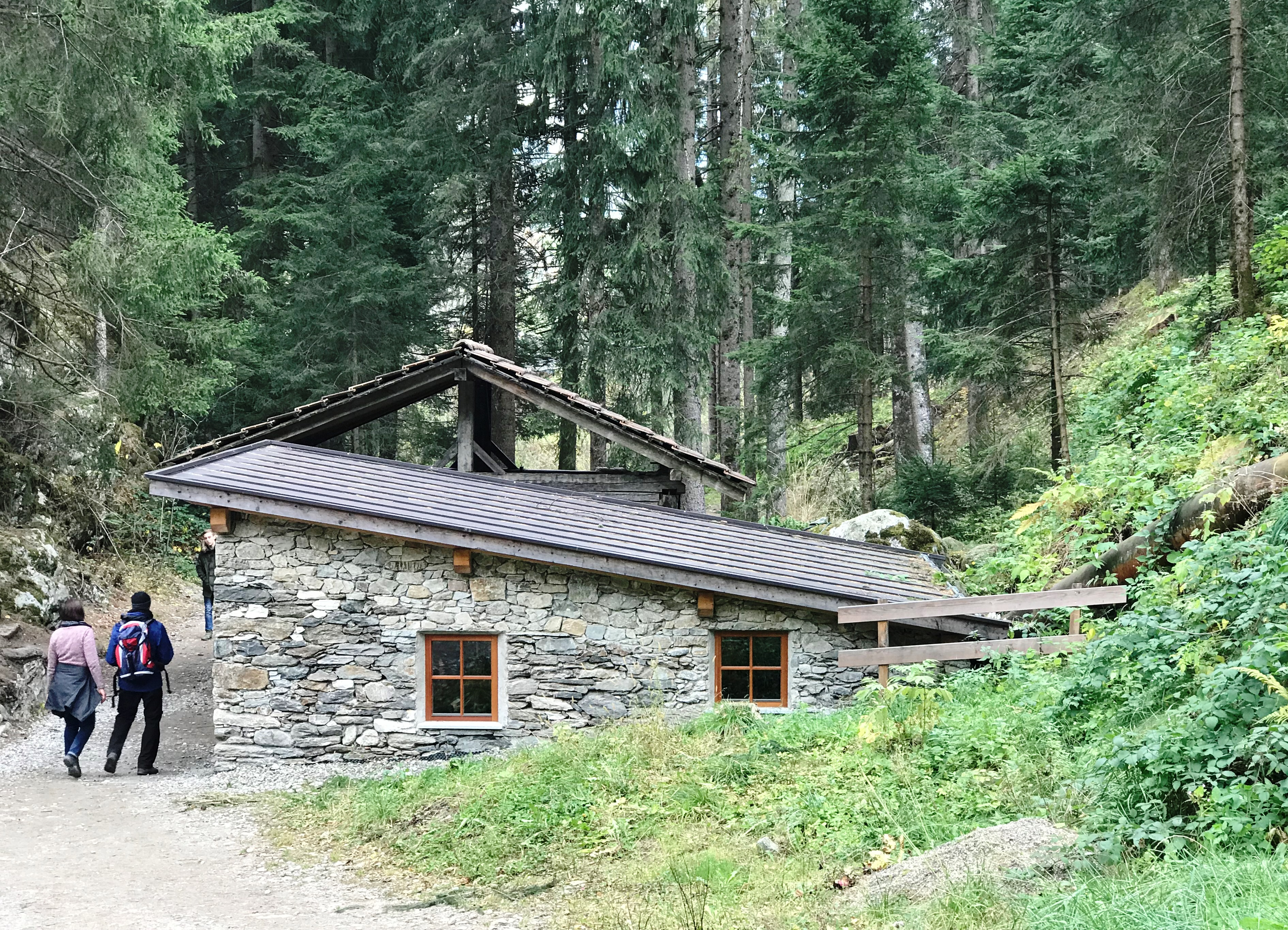
Das Poltwerk – ein ehemaliges Wasserkraftwerk

Der Passerschluchtenweg ist ein 2015 fertiggestellter Wanderweg in Südtirol zwischen den Ortschaften St. Leonhard und Moos in Passeier.
Der Weg führt entlang dem Fluss Passer durch eine Schlucht. Bisher war diese Schlucht nur schwer zugänglich, da an den steilen Felspassagen kein Weg gebaut werden konnte.
Durch den Bau von zahlreichen Brücken, Treppen und Balkonen aus Stahl an den unzugänglichen Stellen kann die Strecke jetzt durchgängig zwischen St. Leonhard und Moos begangen werden. Einen kleinen Teil des Weges läuft der Tourist über Gitterroste, die einen Durchblick in die Tiefe ermöglichen. 
Der Weg hat eine Länge von etwa 6,5 km. Die Höhendifferenz beträgt 318 m. Zur Zeit der Schneeschmelze im Frühsommer ist die Wasserführung der Passer besonders beeindruckend.